# IAFEI World Congress

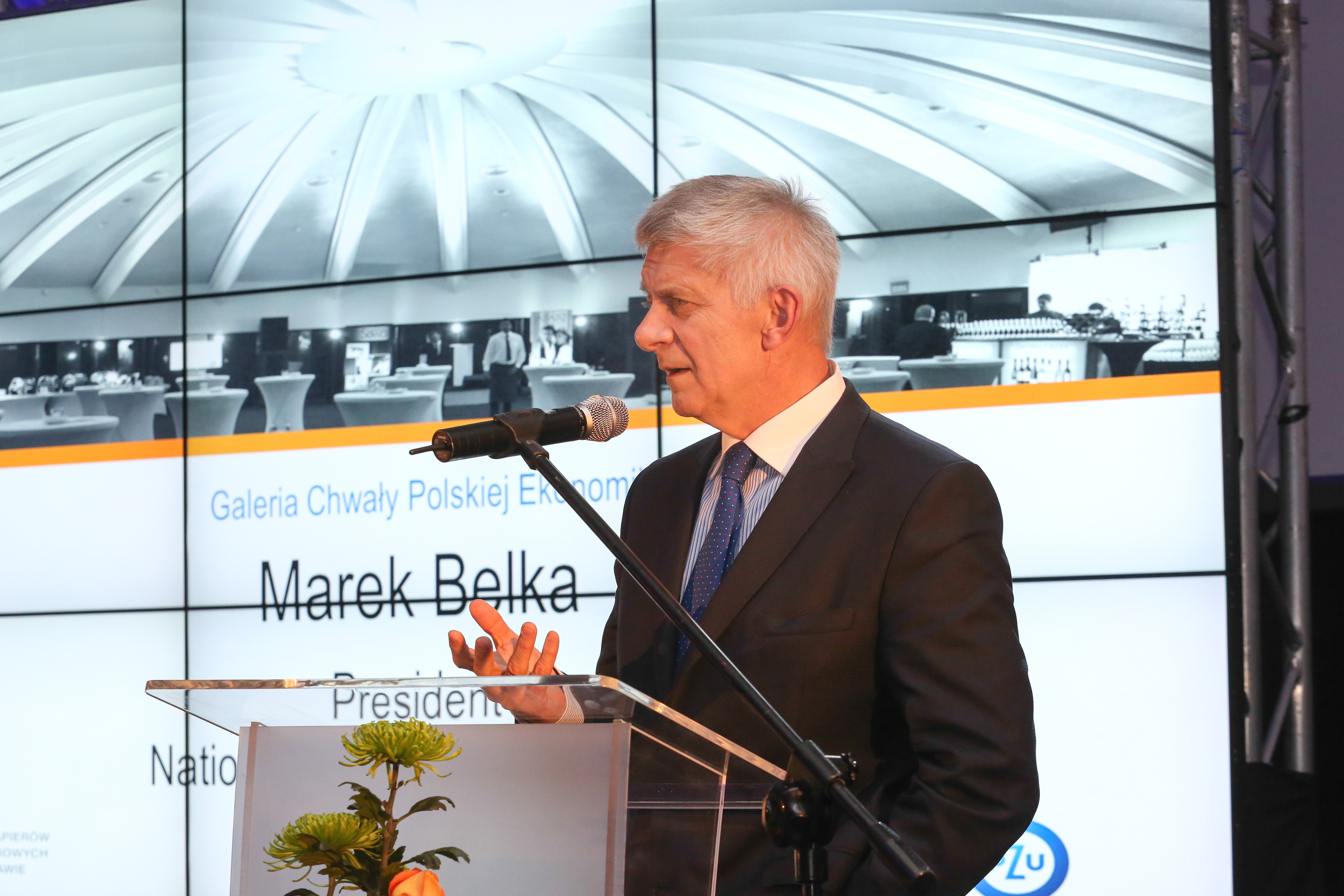
Marek Belka, Vorstandsvorsitzender der Polnischen Nationalbank beim Galadinner des 43rd IAFEI World Congress im Oktober 2013 in Warschau.

Der IAFEI World Congress ist ein jährlich abgehaltener Weltkongress, der von oder im Namen des CFO-Weltverbandes International Association of Financial Executives Institutes (IAFEI) ausgerichtet wird. Der zwei bis vier Tage andauernde Kongress, der ein Galadinner beinhaltet, wird von einem nationalen Mitgliedsverband des IAFEI ausgerichtet. Die Veranstaltung, die sich an die Leiter Finanzen in Unternehmen aus aller Welt richtet, wird meist mit dem Jahreskongress des co-organisierenden nationalen Verbandes gekoppelt. Der Kongress wird in englischer Sprache gestaltet.

## Geschichte
Der erste internationale Kongress für Finanzdirektoren fand im Mai 1969 in Marbella in Spanien statt. Er wurde vom gerade gegründeten spanischen CFO-Verband, der Asociación Española de Ejecutivos de Finanzas (AEEF) veranstaltet. Seitdem wurde der IAFEI World Congress jährlich in 21 verschiedenen Ländern abgehalten. Nur in den Jahren 1975 und 2009 fand er nicht statt.
Veranstaltungsorte
- 1st IAFEI World Congress, Marbella, Spanien, 1969
- 2nd IAFEI World Congress, Brüssel, Belgien, 1970
- 3rd IAFEI World Congress, Mexiko-Stadt, Mexiko, 1971
- 4th IAFEI World Congress, Frankfurt am Main, Deutschland, 1972
- 5th IAFEI World Congress, Paris, Frankreich, 1973
- 6th IAFEI World Congress, Manila, Philippinen, 1974
- 7th IAFEI World Congress, Rio de Janeiro, Brasilien, 1976
- 8th IAFEI World Congress, Dublin, Irland, 1977
- 9th IAFEI World Congress, Buenos Aires, Argentinien, 1978
- 10th IAFEI World Congress, Atlanta, USA, 1979
- 11th IAFEI World Congress, Sydney, Australien, 1980
- 12th IAFEI World Congress, Mexiko-Stadt, Mexiko, 1981
- 13th IAFEI World Congress, Madrid, Spanien, 17. – 20. Oktober 1982
- 14th IAFEI World Congress, Jakarta, Indonesien, 31. Oktober – 2. November 1983
- 15th IAFEI World Congress, Venedig, Italien, 30. September – 3. Oktober 1984
- 16th IAFEI World Congress, Buenos Aires, Argentinien, 17. – 20. November 1985
- 17th IAFEI World Congress, Hongkong, 9. – 12. November 1986
- 18th IAFEI World Congress, Caracas, Venezuela, 25. – 28. Oktober 1987
- 19th IAFEI World Congress, Manila, Philippinen, 16. – 19. Oktober 1988
- 20th IAFEI World Congress, Paris, Frankreich, 26. – 29. September 1989
- 21st IAFEI World Congress, Taipeh, Taiwan, 5. – 7. November 1990
- 22nd IAFEI World Congress, Cancun, Mexiko, 21. – 23. November 1991
- 23rd IAFEI World Congress, Madrid, Spain, 25. – 28. Oktober 1992
- 24th IAFEI World Congress, San Carlos de Bariloche, Argentinien, 19. – 25. September 1993
- 25th IAFEI World Congress, Washington, D.C., USA, 2. – 5. Oktober 1994
- 26th IAFEI World Congress, Rom, Italien, 4. – 6. Oktober 1995
- 27th IAFEI World Congress, Jakarta/Bali, Indonesien, 30. Oktober – 1. November 1996
- 28th IAFEI World Congress, Interlaken, Schweiz, 18. – 19. September 1997
- 29th IAFEI World Congress, Rio de Janeiro, Brasilien, 20. – 23. September 1998
- 30th IAFEI World Congress, Vancouver, B.C., Kanada, 26. – 28. Mai 1999
- 31st IAFEI World Congress, Sydney, Australien, 8. – 11. Oktober 2000
- 32nd IAFEI World Congress, Cancun, Mexiko, 17. – 21. Oktober 2001
- 33rd IAFEI World Congress, Madrid, Spanien, 23. – 25. Oktober 2002
- 34th IAFEI World Congress, Florida, USA, 4. – 7. Mai 2003
- 35th IAFEI World Congress, Florenz, Italien, 11. – 13. Oktober 2004
- 36th IAFEI World Congress, Manila, Philippinen, 4. – 7. November 2005
- 37th IAFEI World Congress, Berlin, Deutschland, 8. – 11. October 2006
- 38th IAFEI World Congress, Tokio, Japan, 10. – 12. September 2007
- 39th IAFEI World Congress, Paris, Frankreich, 15. – 17. Dezember 2008
- 40th IAFEI World Congress, Rom, Italien, 13. – 15. Oktober 2010
- 41st IAFEI World Congress, Peking, China, 16. – 18. September 2011
- 42nd IAFEI World Congress, Cancun, Mexiko, 14. – 17. November 2012

Der 43rd IAFEI World Congress wurde in Verbindung mit dem 6th CFO Summit Emerging Markets & CIS vom 14. bis zum 17. Oktober 2013 in Warschau in Polen abgehalten. Organisatoren waren der polnische Finanzdirektorenverband FINEXA - Stowarzyszenie Dyrektorów Finansowych sowie CFO Insight (eine Medien- und Veranstaltungsmarke der Frankfurt Business Media, einer Tochtergesellschaft der FAZ-Gruppe). Der 44th IAFEI World Congress wird vom 15. bis 17. Oktober 2014 zum vierten Mal  in Manila auf den Philippinen vom Financial Executives Institute of the Philippines (FINEX) ausgerichtet.